# جون ميتن
جون ميتن (بالإنجليزية: John Mitten)‏ هو مدرب كرة قدم ولاعب كريكت ولاعب كرة قدم بريطاني في مركز نصف الجناح، ولد في 30 مارس 1941 في مانشستر في المملكة المتحدة. لعب مع كوفنتري سيتي وليستر سيتي ونادي إكزتر سيتي ونادي باث سيتي ونادي بليموث أرجايل ونادي مانسفيلد تاون ونيوكاسل يونايتد.